# Енальца
Енальца — река в России, протекает в Вожегодском районе Вологодской области. Устье реки находится в 1 км по правому берегу реки Еналка. Длина реки составляет 14 км.
Енальца берёт исток в болоте в 3 км к западу от районного центра — посёлка Вожега, протекает затем по его северо-западным и северным окраинам. Генеральное направление течения — северо-восток, русло — извилистое. В среднем течении протекает через обширное болото Дулово, крупных притоков не имеет. Енальца впадает в Еналку у деревни Быковская километром выше устья самой Еналки в Кубену.

## Данные водного реестра
По данным государственного водного реестра России относится к Двинско-Печорскому бассейновому округу, водохозяйственный участок реки — озеро Кубенское и реки Сухона от истока до Кубенского гидроузла, речной подбассейн реки — Сухона. Речной бассейн реки — Северная Двина.
Код объекта в государственном водном реестре — 03020100112103000005344.